# Auguste-Jean Germain de Montforton
Pour les autres membres de la famille, voir Louis Auguste Germain de Montforton.
Pour les articles homonymes, voir Germain.
Auguste-Jean Germain de Montforton (8 décembre 1786 à Paris - 26 avril 1821 à Paris, inhumé au cimetière du Père-Lachaise) est un homme politique français du Premier Empire et de la seconde Restauration.

## Biographie
Né à Paris, le 8 décembre 1786, Germain est le fils d'un banquier originaire de Villeneuve-les-Avignon. 
Son père, Jean-Pierre Germain, avait débuté dans le métier de la banque aux côtés d'Étienne Delessert, et monta à Paris avec ce dernier pour y faire fortune. 
L'unique fils du banquier (il n'a pas 17 ans quand son père meurt) devint surnuméraire au ministère de l'Intérieur en 1801, et est fait chambellan de l'Empereur en 1806. Il s'attacha à la fortune de Napoléon Bonaparte qui le prit sous sa protection.

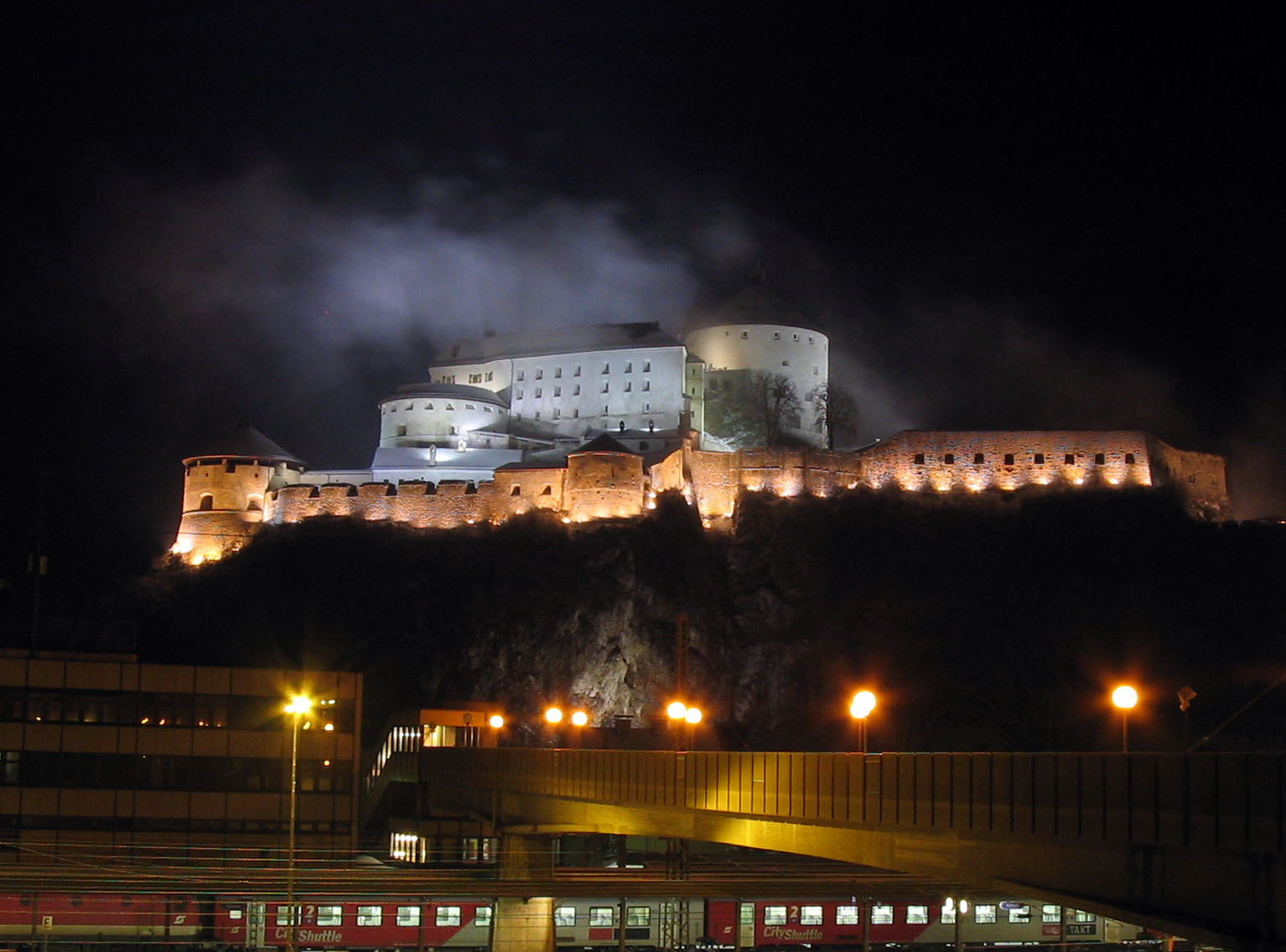
La forteresse de Kufstein.

Après avoir fait la Campagne de Pologne (1807) comme officier d'ordonnance de Napoléon Ier, il défendit en 1810, durant la guerre de la troisième coalition, la forteresse de Kufstein (Tyrol autrichien), fut créé comte de l'Empire le 9 novembre 1809, et nommé ministre plénipotentiaire de France envoyé extraordinaire près le grand-duc de Würzburg, Ferdinand III de Toscane, en 1813.
Il célébra avec pompe, le 15 août 1813, la fête de l'Empereur, qui avait signé son contrat de mariage avec mademoiselle d'Houdetot (24 février 1812).
Il revint à Paris après la bataille de Leipzig, devint au commencement de 1814 adjudant-commandant aide-major général de la garde nationale de cette ville.
Lui, qui avait renouvelé, le 16 janvier 1814, son serment de fidélité à Bonaparte, se montra, dès le 31 mars suivant, l'un des plus chauds partisans des Bourbons, qui l'appelèrent à la préfecture de Saône-et-Loire (département dont il fut le préfet du 17 juillet 1814 au 23 mars 1815).
Il reçut de Monsieur, lors du voyage de Son Altesse Royale le comte d'Artois en Bourgogne, la croix d'officier de la Légion d'honneur.
Sans emploi pendant les Cent-Jours, il fut envoyé le 14 juillet 1815, comme préfet en Seine-et-Marne. Il s'y signala par des actes de vengeances politiques et par sa vive opposition à l'élection de La Fayette.

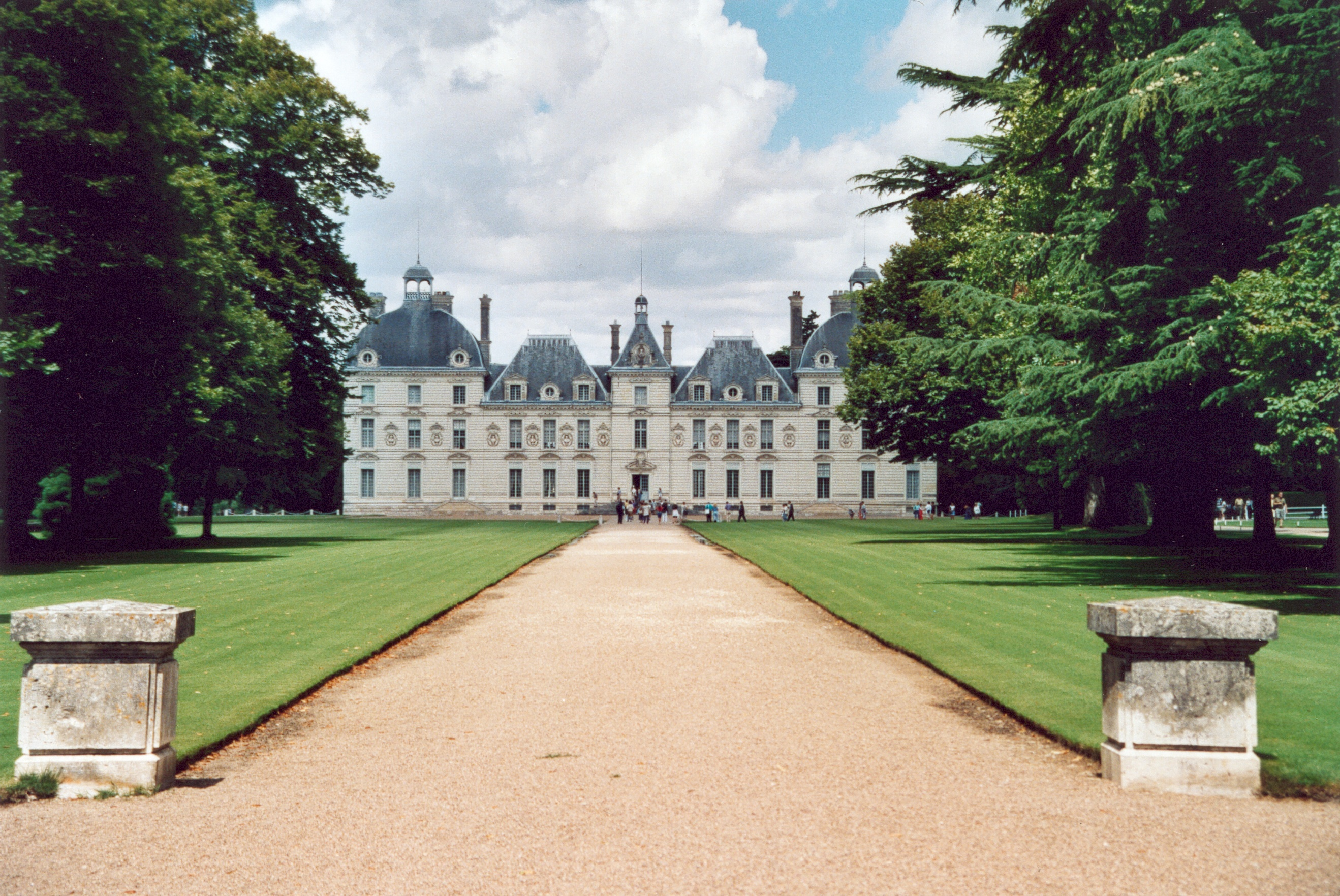
Le Château de Cheverny.

Nommé pair de France le 5 mars 1819 par M. Decazes, il fut destitué de ses fonctions de préfet à la chute de son protecteur (février 1820), et siégea alors assidûment à la Chambre haute. Il n'y prit pas la parole mais il vota avec les partisans de la monarchie constitutionnelle
Il meurt à Paris le 26 avril 1821. Il avait été un temps propriétaire du château et des terres de Cheverny.

### Vie familiale
Auguste Jean était l'unique fils de Jean-Pierre Germain et de Reine-Marthe Rousseau (20 avril 1756 - Paris † 18 août 1817 - Paris), fille d'un bourgeois de Paris.
Le 24 février 1812, il épouse Constance Jeanne Stéphanie d'Houdetot (24 juin 1788 - Maurice ✝ 8 juin 1872, aux Avenues à Compiègne, inhumée au cimetière du Père-Lachaise), fille du Comte César Louis Marie François Ange d'Houdetot et de Constance Joséphine de Céré. Ensemble, ils auront :
1. Amélie Marthe Marie, dite Camille (4 mars 1814 - Paris IXe (ancien) † 7 janvier 1866 - Compiègne), mariée en 1835 (Compiègne) avec Jules des Acres de l'Aigle (3 juillet 1804 - Paris Paris VIIIe † 7 juillet 1861 - Bagnères-de-Luchon), Saint-Cyrien (1820-1822 : 3e promotion), dont postérité ;
2. Louis Auguste Constance Albert (5 août 1815 - Paris † 22 septembre 1883 - Paris), 2e comte de Montforton, diplomate, Pair de France, sans alliance ;
3. Louise Amable Caroline Albertine (5 août 1815 - Paris ✝ 18 janvier 1862 - Paris Ier), sœur jumelle du précédent, mariée le 24 février 1838 (Paris) avec Maximilien Sébastien Auguste Arthur Louis (dit Fernand) (20 juin 1815 - Ham ✝ 1er novembre 1871 - Compiègne), 2e comte Foy (fils de Maximilien Sébastien Foy), Ministre plénipotentiaire, pair de France (1831), dont postérité.

## Fonctions
- Préfet de Saône-et-Loire (juillet 1814 - mars 1815) ;
- Préfet de Seine-et-Marne (14 juillet 1815 - février 1820) ;
- Pair de France (baron-pair le 5 mars 1819, lettres patentes du 7 août 1828).

## Titres
- Comte de Montforton et de l'Empire (19 décembre 1809, avec constitution de majorat) ;
- Comte héréditaire par lettres patentes du 17 février 1815, confirmées par ordonnances royales du 16 mars 1818 ;
- Baron-pair de France (5 mars 1819).

## Distinctions
- Légion d'honneur :
  - Officier de l'Ordre royal de la Légion d'honneur.

## Armoiries
« Armes de comte de l'Empire : Coupé : au I parti des Comtes Officiers de la Maison de l'Empereur qui est d'azur au portique ouvert à deux colonnes surmontées d'un fronton d'or et accompagné des lettres D.A. de même, et de gueules à deux clefs d'argent posées en sautoir ; au II d'azur à la tour d'or crénelée de cinq pièces, ajourée, maçonnée et ouverte de sable, accostée à dextre et à senestre d'une épée haute en pal d'argent., »
« Armes de Pair de France : D'azur à la tour d'or ; parti d'azur à la barre d'argent, chargée d'un lion passant de gueule et accostée de deux alérions du même., Devise: JUSTICE ET LIBERTÉ. »